# 公事銭
公事銭（くじせん）とは、中世日本において、公事の代銭納として現物（労力を含める）の代わりに納付する銭のこと。公用銭・公事役銭とも呼ぶ。
農業生産の向上や商工業及び交通の発達によって貨幣流通が盛んになるにつれて広く行われるようになり、室町時代には最初から銭納を想定した公事に対してもこの名称が用いられた。ただし、実際の公事銭徴収は名目別に行われ、都市の住民に対しては棟別銭・地子銭・間別銭など、市場に対しては市庭銭・座役銭の名目で徴収された。